# Шочу (ера)
Шочу (正中) је јапанска ера (ненко) која је настала после Генко и пре Карјаку ере. Временски је трајала од децембра 1324. до априла 1326. године и припадала је Камакура периоду. Владајући монарх био је цар Го-Даиго.

## Важнији догађаји Шочу ере
- 1324. (Шочу 1, први месец): Умире дворски надаиџин Саионџи Кинсигхе у 41 години живота.[4]
- 1324. (Шочу 1, трећи месец): Цар посећује храм Ивашимизу.[4]
- 1324. (Шочу 1, трећи месец): Цар посећује храмове Камо.[4]
- 1324. (Шочу 1, пети месец): Умире Коное Ијехира који је био кампаку током владавине цара Ханазоноа.[5]
- 1324. (Шочу 1, шести месец): Бивши цар Го-Уда умире у 58 години.[5]
- '1325. (Шочу 2, шести месец): Бивши шогун, принц Корејасу, умире у 62 години.[5]
- 1325. (Шочу 2, дванаести месец): Бивши кампаку Ичиџо Учицуне умире у 36 години.[5]
- 1326. (Шочу 3): Миљеница цара Го-Даига, Киши, наводно остаје трудна. Цар је у свом узбуђењу свакодневно посећује али се знатно разочарава кад открије да је трудноћа била лажна.[6]